# Eustroma venulata
Eustroma venulata là một loài bướm đêm trong họ Geometridae.